# Rincón del Doll
Rincón del Doll é uma junta de governo da província de Entre Ríos, na Argentina.